# Nassibiki
 (décembre 2017).
Si vous disposez d'ouvrages ou d'articles de référence ou si vous connaissez des sites web de qualité traitant du thème abordé ici, merci de compléter l'article en donnant les références utiles à sa vérifiabilité et en les liant à la section « Notes et références ».
Nassibiki est une ville du Togo de la région de la Kara .

## Géographie
Nassibiki est situé à environ 41 km de Kara, dans la région de la Kara

## Vie économique
- Coopérative paysanne

## Lieux publics
- École primaire

- (en) Cet article est partiellement ou en totalité issu de l’article de Wikipédia en anglais intitulé « Nassibiki » (voir la liste des auteurs).